# Thyridanthrax elegans
Thyridanthrax elegans är en tvåvingeart som först beskrevs av Christian Rudolph Wilhelm Wiedemann 1820.  Thyridanthrax elegans ingår i släktet Thyridanthrax och familjen svävflugor. Inga underarter finns listade i Catalogue of Life.